# Miami Children's Museum
Le Miami Children’s Museum est une institution éducative située sur Watson Island, à Miami en Floride.

## Sources
- (en) Cet article est partiellement ou en totalité issu de l’article de Wikipédia en anglais intitulé « Miami Children's Museum » (voir la liste des auteurs).